# Nasa speciosa
Nasa speciosa är en brännreveväxtart som först beskrevs av John Donnell Smith, och fick sitt nu gällande namn av Weigend. Nasa speciosa ingår i släktet färgkronor, och familjen brännreveväxter. Inga underarter finns listade i Catalogue of Life.